# ジョウロウスゲ
ジョウロウスゲ Carex capricornis はカヤツリグサ科スゲ属の植物の1つ。この類では大柄な小穂は、その表面に果胞の長い嘴が突き出して独特の外見を示し、美麗なものとしてその名が与えられている。

## 特徴
背丈30～60cm程になるスゲ。束になって生じ、花茎は太くて断面は3稜形をしている。葉は広線形で幅1cm程になり、花茎の途中に互生に生じ、上方のものは花穂より長くなる。茎の上部はざらつく。
花期は初夏から夏で、茎の先端から3～6個の小穂を互いに接近してつけ、頂小穂は雄性、側小穂は雌性。小穂の基部にある苞は葉状に発達した長い葉身部があり、基部に鞘がない。苞の葉身部は花序より長くなる。頂小穂は線状円柱形で長さ2cm、柄はない。雄花鱗片は短褐色で先端は突き出して尖り、長い芒となり、またその縁には細かな鋸歯が並んでいる。雌小穂は短い柄があり、楕円形で黄緑色、長さは2cm程度である。雌花鱗片は蒼白色から淡褐色で先端は尖り、長い芒があり、また縁には細かい鋸歯が並ぶ。果包は多数が雌小穂に密生して付き、長さ6mmほどで披針形をしており、長い鱗片を抜いて突き出し、先端は長い嘴状になっており、その先端は2つに裂け、それぞれの裂片は外向きに反り返る。また成熟すると全体が下向きに曲がる。痩果は長さ約1mm、3稜状楕円形で細く小さく、果包より著しく小さい。柱頭の先端は3つに裂ける。
和名は上臈スゲで、その果包の状態が「高尚で顕著」な様子であることによる。

## 分布と生育環境

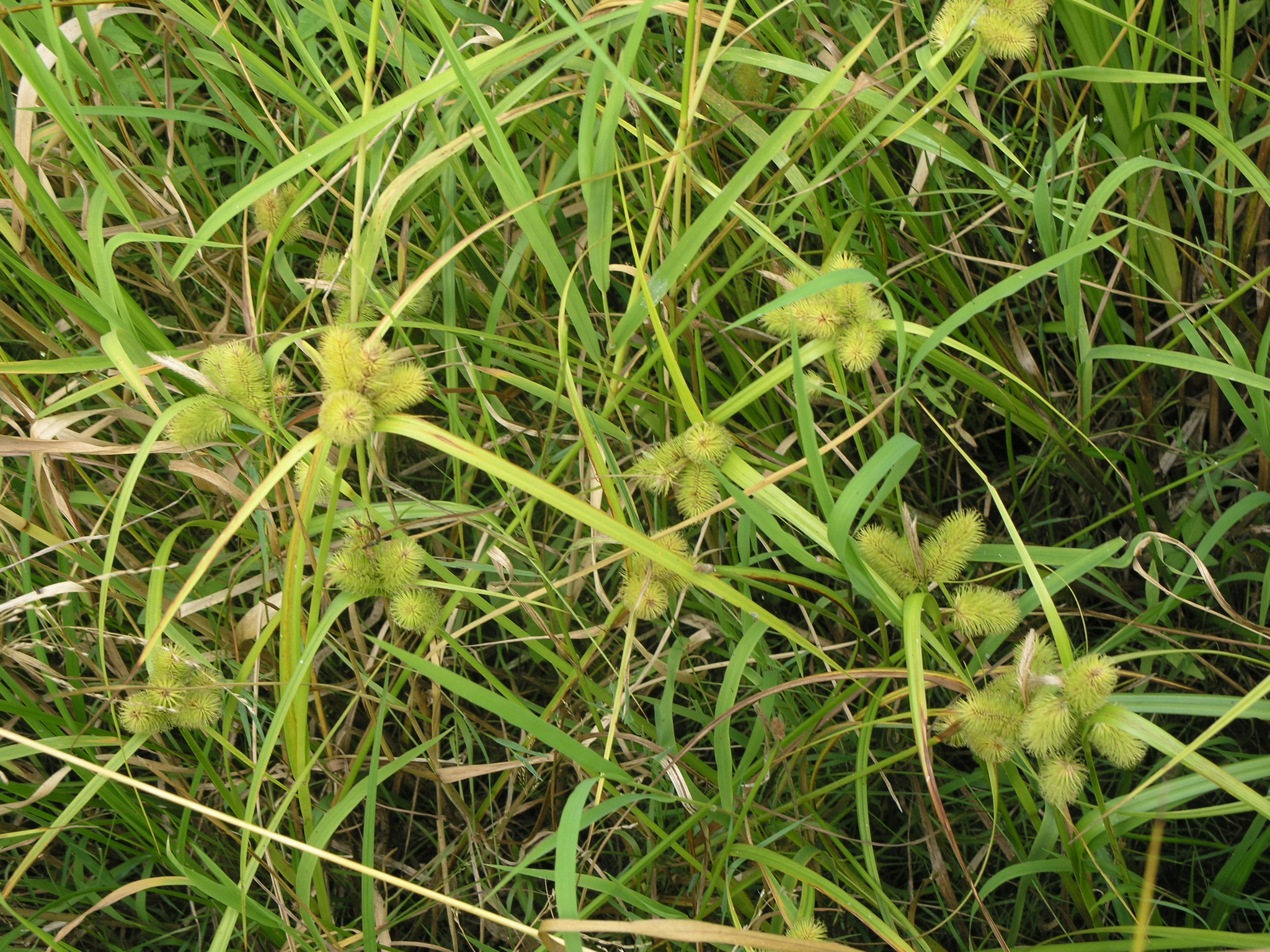
湿地の草間に生えている様子

日本では本州の関東以北と北海道から知られ、国外では朝鮮、中国東北部、それにウスリーに分布する。
川岸や池の水際近くに生える。湖水の水辺にある砂質の湿地に生える。
必ずしも安定した湿地に出現するものではなく、埋め立てなどの土木工事や水害などによる攪乱で生じた湿地に出現することもあり、また姿を消しても条件がそろえば出現することもあるという。

## 分類など
勝山(2015)は頂小穂が雄性、側小穂が雌性で苞に鞘がなく、下方に長い嘴があってその先端が2列すること、柱頭が3裂することなどの特徴から本種をクグスゲ節 Sect. Pseudocypereae とし、この節のものとしては日本には次の1種のみがある。
- Carex pseudocyperus クグスゲ

この種は上記の特徴を共有するが雌小穂が細長く、長い柄があって垂れることで判別は容易である。旧北区に広い分布域を持つが、日本では北海道道東部と本州では青森県、群馬県、長野県にのみ生育が確認されている。
本種はその大柄な果包の長い嘴部分がずらりと並ぶ小穂の姿が特異で、それさえあれば一目で判別がつき、これと混同するような植物は他にはない。星野他(2011)もこの点について『たいへん目立つ』と記している。

## 保護の状況
環境省のレッドデータブックでは絶滅危惧II類に指定されており、道県別では神奈川県、山梨県、長野県、新潟県を境にそれ以東、以北では福島県、岩手県を除いて何らかの指定がある。いずれの地域でも普通に見られるものではない、と言うことと思われる。神奈川県では1カ所の記録があり、数株確認されたのみだがその場所は河川改修で消えたとのことで、そのまま消滅することになるかどうかは不明なので絶滅の指定はされていないという状況である。上記のように必ずしも安定した湿原に生育するものではないことが、その保護に難しさを生んでいる面がある。